# Wayward Pines
Wayward Pines è una serie televisiva statunitense trasmessa dal 14 maggio 2015 al 27 luglio 2016 dalla Fox.
La prima stagione, in origine ideata come una singola miniserie, è una trasposizione della trilogia di romanzi da cui prende il nome, Wayward Pines, pubblicata tra il 2012 e il 2014 e scritta da Blake Crouch, il quale si era ispirato alla serie del 1990 I segreti di Twin Peaks e allo stile di David Lynch.

## Trama

### Prima stagione
Ethan Burke è un agente dello United States Secret Service che, durante la ricerca di due agenti federali scomparsi, fa un incidente in macchina e perde i sensi. Si risveglia in ospedale e qui conosce l'infermiera Pamela Pilcher, quest'ultima gli dice che si trova ricoverato a Wayward Pines, una piccola cittadina dell'Idaho. Ethan si dirige verso la stazione della polizia con l'intenzione di recuperare i propri oggetti personali persi durante l'incidente, ma quando vi arriva lo sceriffo afferma di non possederli e lo invita ad andarsene. Colpito dal poco aiuto ricevuto dai servizi e non capendo ancora bene il motivo per cui si trovi lì, Ethan inizia ad esplorare il paese facendo conoscenza dei cittadini ed aumentando ancora di più la propria confusione: gli abitanti appaiono freddi,  insensibili, quasi pazzi e divagano a qualsiasi richiesta di informazioni del protagonista.
Tutti vivono apparentemente sereni, ognuno con il proprio mestiere da svolgere in questo paese che sembra un'imitazione del modello della classica cittadina americana.
Le regole di Wayward Pines sono poche e relativamente inusuali: "Non provare ad andare via. Non parlare del passato. Non parlare della tua vita precedente. Rispondi sempre al telefono se squilla. Lavora sodo, sii felice. Goditi la vita a Wayward Pines". Ethan scopre inoltre che l'intera zona è ripresa da telecamere a circuito chiuso e nei cespugli del paese sono nascoste delle piccole casse che riproducono il rumore di insetti e uccelli. Colpito dalle numerose stranezze, il protagonista ruba una macchina motivato a scappare dall'inquientante cittadina ma, dopo vari chilometri percorsi tra strade di campagna costeggiate da pini, l'unico punto in cui giunge è nuovamente l'entrata di Wayward Pines. Egli sembra destinato a dover rimanere imprigionato in quel luogo, ma non si dà comunque per vinto ed userà tutte le sue capacità da agente per scoprire i misteri che si celano dietro Wayward Pines e soprattutto per quale motivo egli vi si trovi segregato all'interno. Per farlo dovrà anche appellarsi ai propri ricordi: si accorgerà, infatti, che molti avvenimenti del suo passato sono in qualche modo collegati alla sua condizione attuale. Ben presto l'agente scoprirà il terribile segreto che si nasconde dietro la cittadina.

## Episodi
| Stagione         | Episodi | Prima TV USA | Prima TV Italia |
| ---------------- | ------- | ------------ | --------------- |
| Prima stagione   | 10      | 2015         | 2015            |
| Seconda stagione | 10      | 2015-2016    | 2015-2016       |

## Personaggi e interpreti

### Personaggi principali
- Ethan Burke (stagione 1), interpretato da Matt Dillon, doppiato da Francesco Prando.
È l'agente federale protagonista che si imbatte in Wayward Pines, finendo ricoverato nel locale ospedale, durante la ricerca di due agenti scomparsi.
- Kate Hewson (stagione 1, special guest 2), interpretata da Carla Gugino, doppiata da Chiara Colizzi.
È uno dei due agenti che Ethan stava cercando di rintracciare, nonché sua ex partner ed ex amante.
- David Pilcher/Dr. Jenkins (stagione 1, ricorrente 2), interpretato da Toby Jones, doppiato da Teo Bellia.
Scienziato fondatore di Wayward Pines, con il nome dr. Jenkins lavora come psichiatra dell'ospedale della città.
- Theresa Burke (stagione 1, ricorrente 2), interpretata da Shannyn Sossamon, doppiata da Barbara De Bortoli.
È la moglie di Ethan.
- Harold Ballinger (stagione 1), interpretato da Reed Diamond, doppiato da Antonio Palumbo.
È un costruttore di giocattoli che risiede nella città, sposato con Kate.
- Adam Hassler (stagioni 1-2), interpretato da Tim Griffin, doppiato da Francesco Bulckaen.
È il capo di Ethan.
- Benjamin "Ben" Burke (stagione 1, ricorrente 2), interpretato da Charlie Tahan, doppiato da Manuel Meli.
È il figlio di Ethan e Theresa Burke.
- Beverly Brown (stagione 1), interpretata da Juliette Lewis, doppiata da Laura Boccanera.
È una barista di Wayward Pines che forma un legame con Ethan, con il quale proverà ad allontanarsi, fino alla sua prematura morte.
- Pamela "Pam" Pilcher (stagione 1, special guest 2), interpretata da Melissa Leo, doppiata da Barbara Castracane.
È l'infermiera che sembra voler prendersi cura di Ethan nell'ospedale presso il quale viene ricoverato, ma in realtà ha tutt'altro che buone intenzioni.
- Arnold Pope (stagione 1, special guest 2), interpretato da Terrence Howard, doppiato da Andrea Lavagnino.
È lo sceriffo della città.
- Theo Yedlin (stagione 2), interpretato da Jason Patric, doppiato da Alessio Cigliano.
È un chirurgo che si risveglia a Wayward Pines nel mezzo della ribellione della Prima Generazione.[2]
- Rebecca Yedlin (stagione 2), interpretata da Nimrat Kaur, doppiata da Claudia Catani.
La moglie di Theo e brillante architetto.
- Xander Beck (stagione 2), interpretato da Josh Helman, doppiato da Marco Vivio.
Uomo che lavora nel sottosuolo della città.
- Jason Higgins (stagione 2, ricorrente 1), interpretato da Tom Stevens, doppiato da Daniele Raffaeli.
Membro della Class One della Wayward Pines Academy e nuovo sceriffo della città.
- Kerry Campbell (stagione 2), interpretata da Kacey Rohl, doppiata da Eleonora Reti.
Una ragazza pacata e gentile facente parte del commercio dei cervelli di Wayward Pines.
- Megan Fisher (stagione 2, ricorrente 1), interpretata da Hope Davis, doppiata da Antonella Baldini.
È un'insegnante della Wayward Pines Academy, la scuola della città, e moglie del sindaco.
- Christopher James "C.J." Mitchum (stagione 2), interpretato da Djimon Hounsou, doppiato da Stefano Mondini.
Storico e residente originario di Wayward Pines.[3]

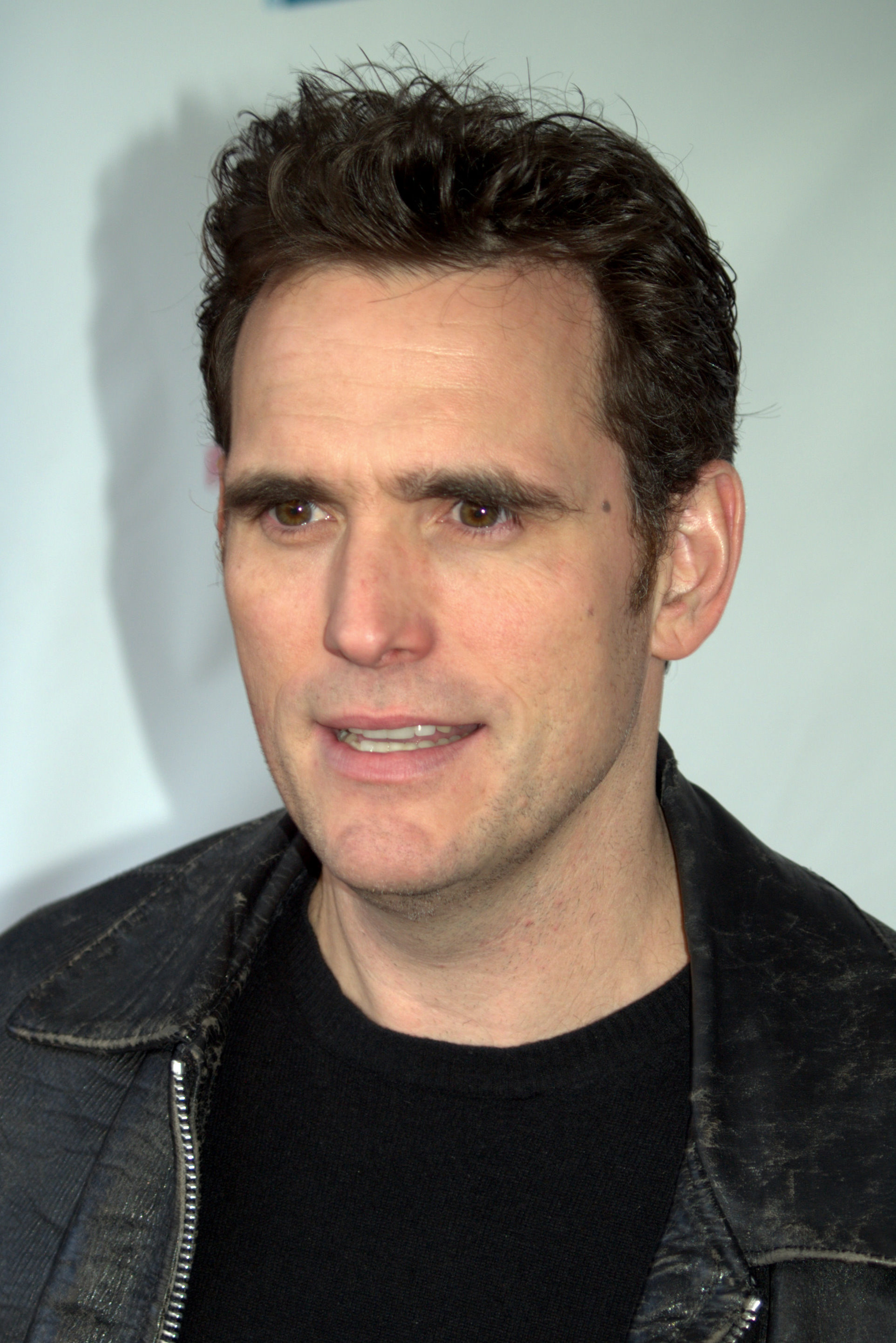
Matt Dillon interpreta Ethan Burke
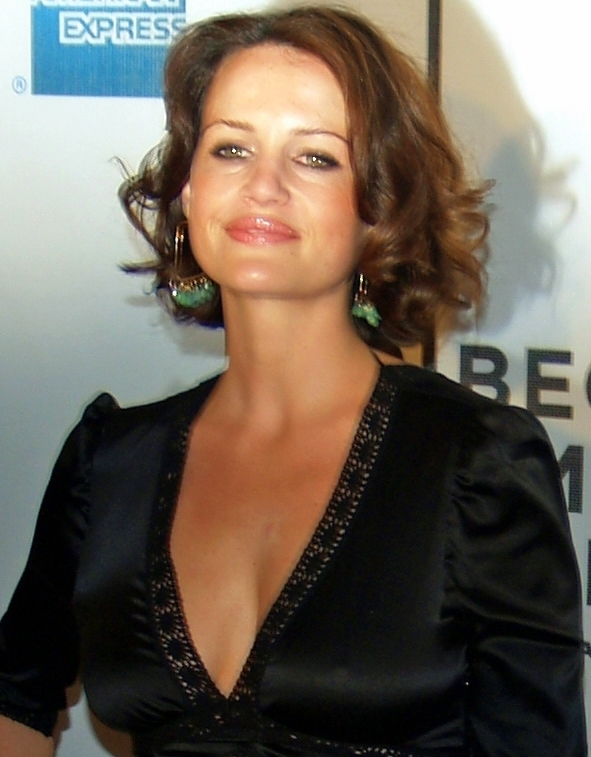
Carla Gugino interpreta Kate Hewson
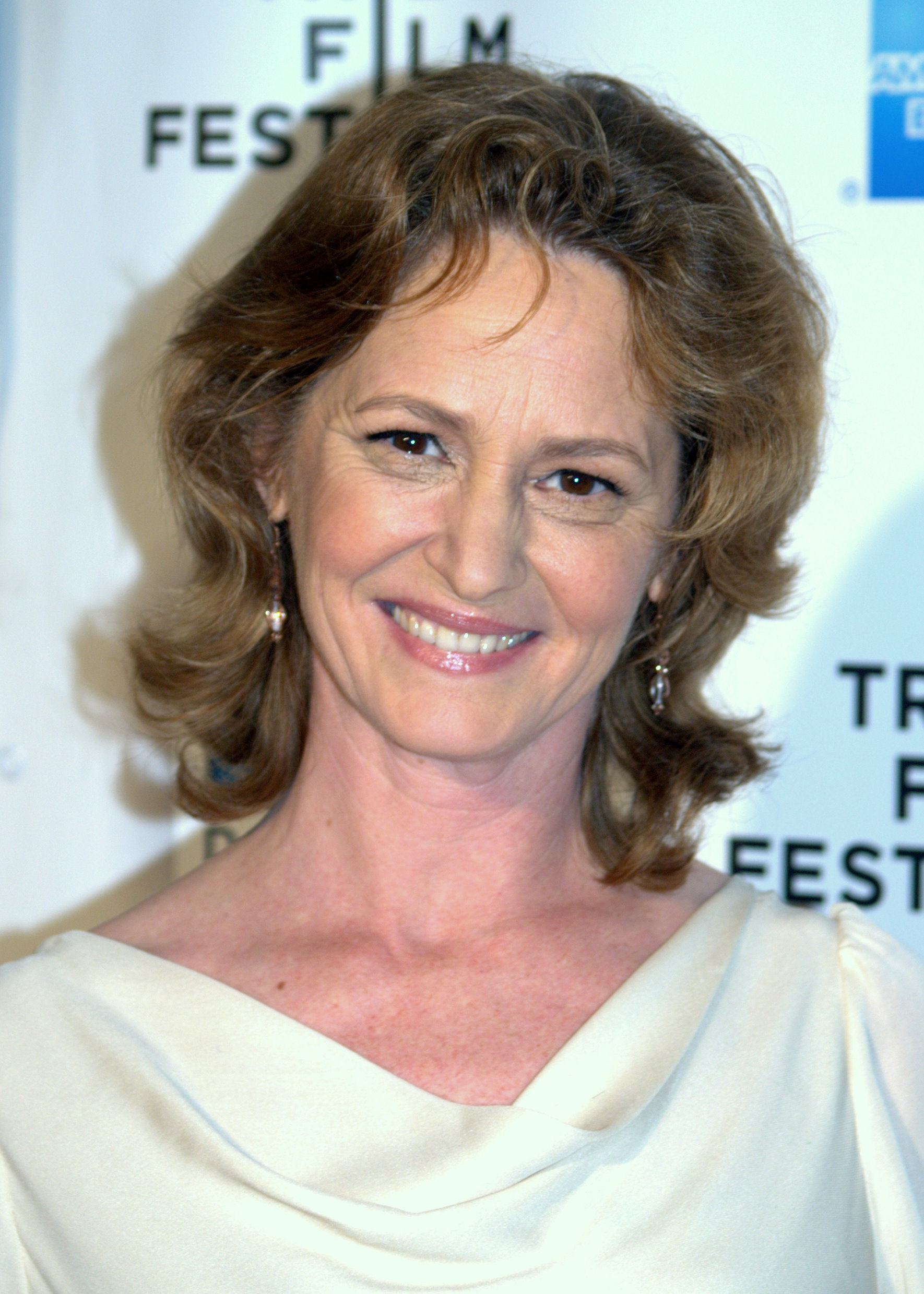
Melissa Leo interpreta Pam Pilcher
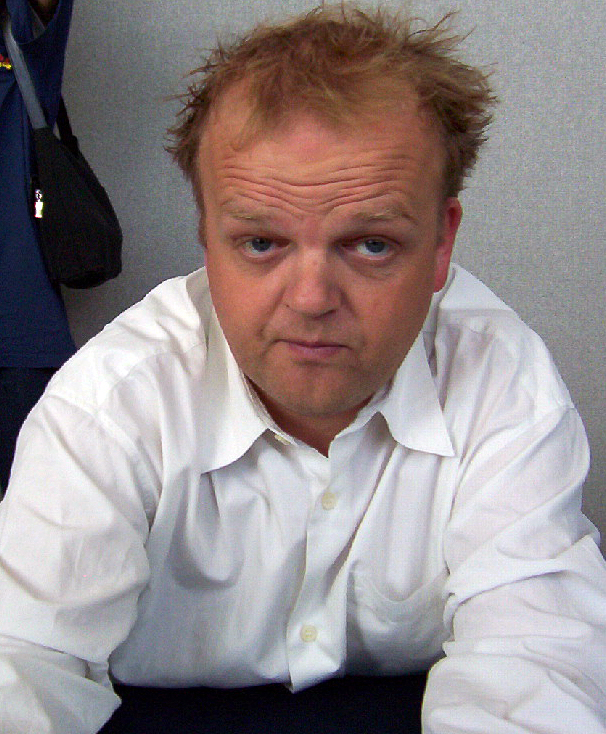
Toby Jones interpreta David Pilcher
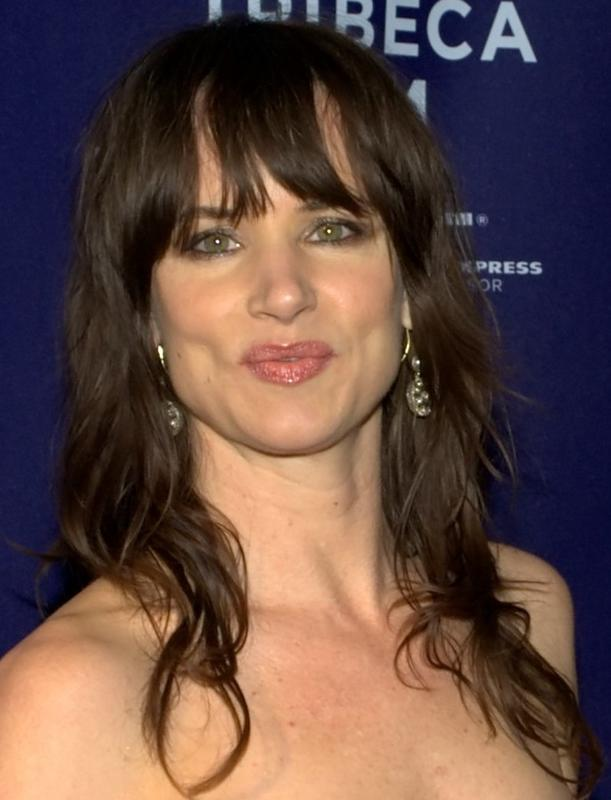
Juliette Lewis interpreta Beverly Brown
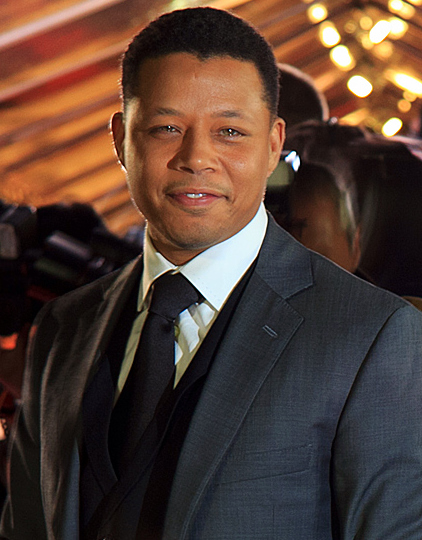
Terrence Howard interpreta Arnold Pope
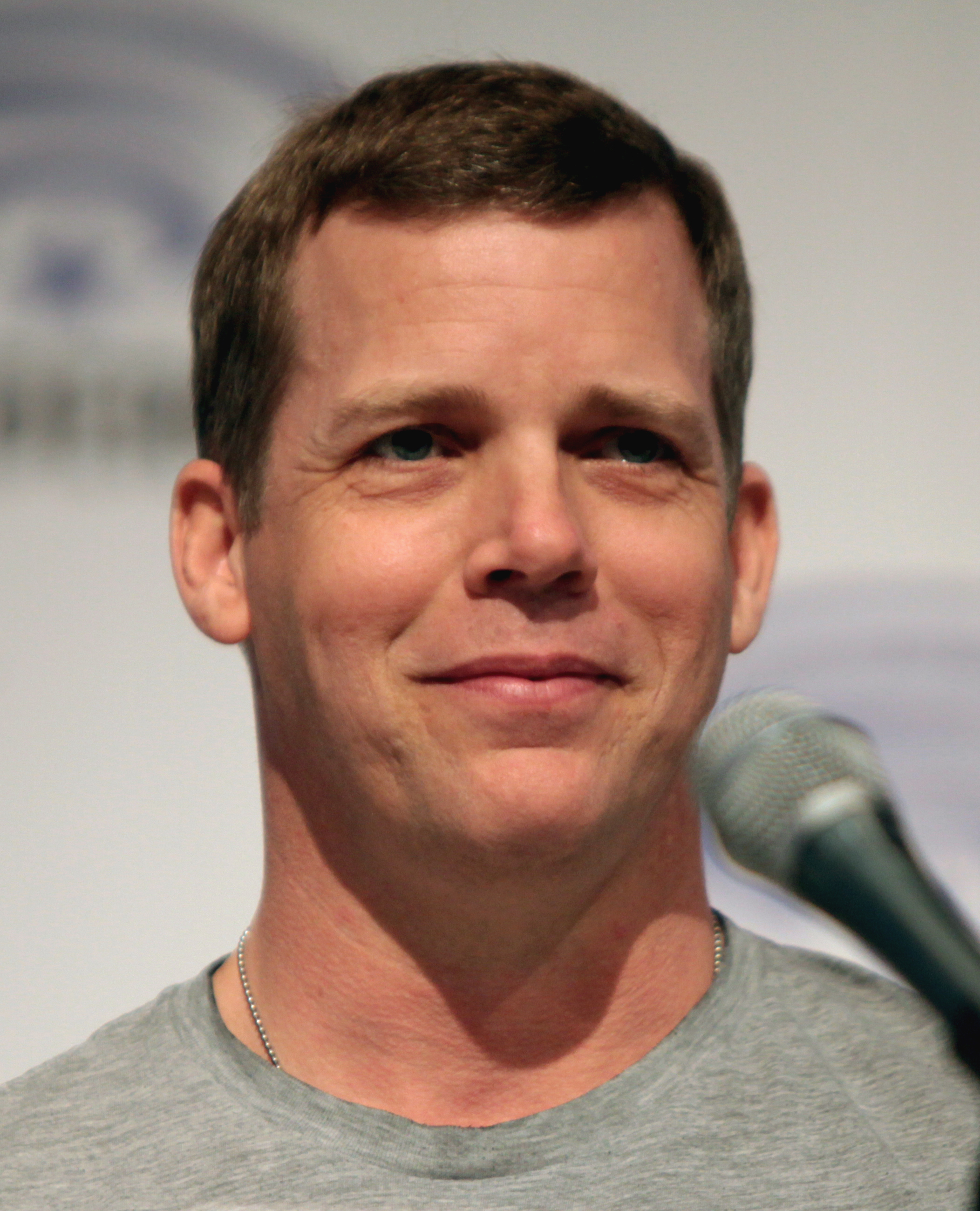
Tim Griffin interpreta Adam Hassler
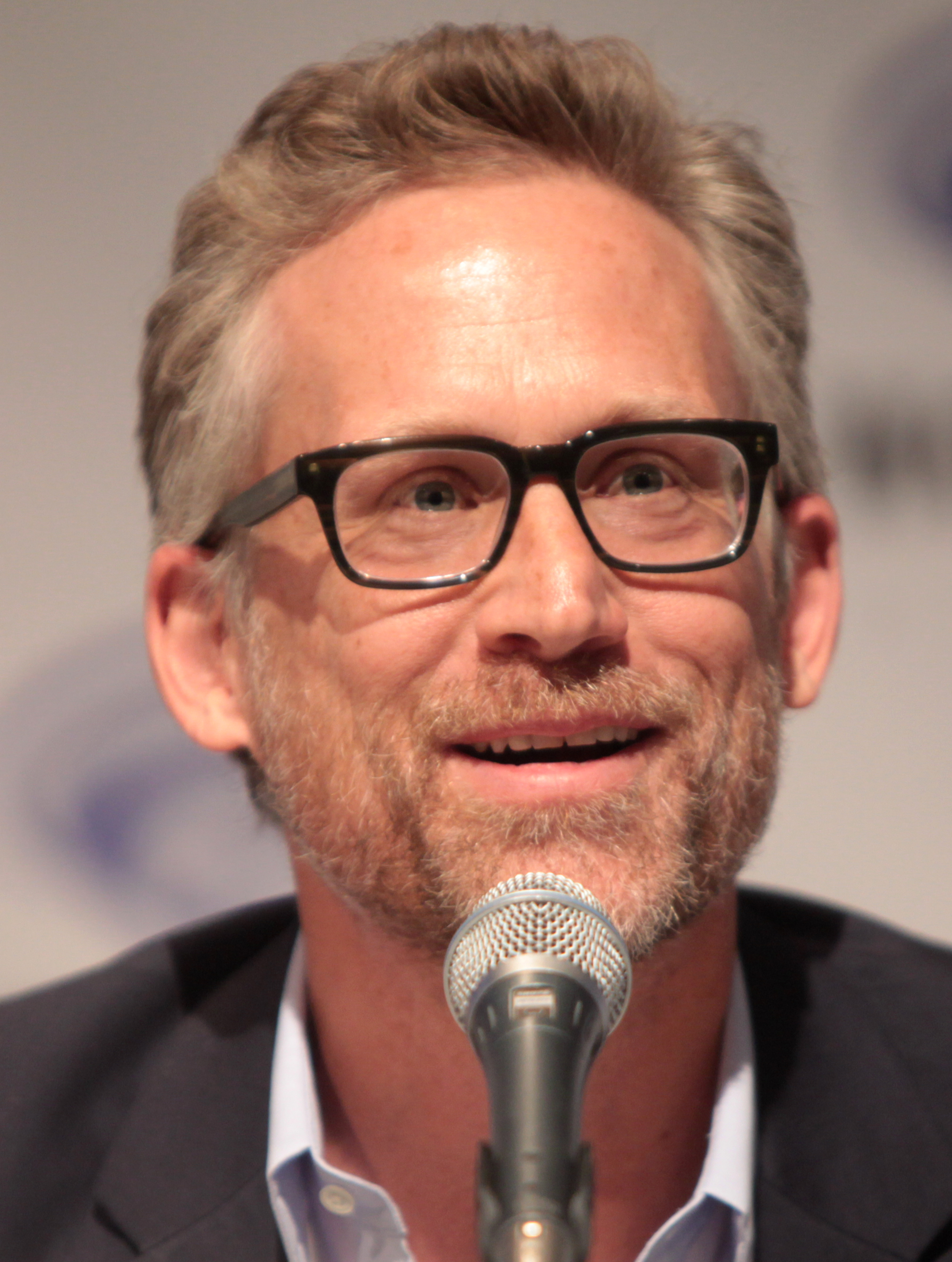
Reed Diamond interpreta Harold Ballinger
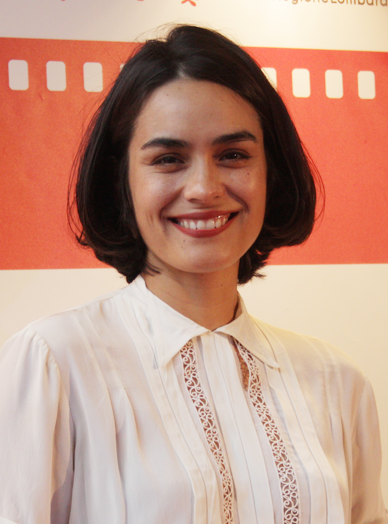
Shannyn Sossamon interpreta Theresa Burke
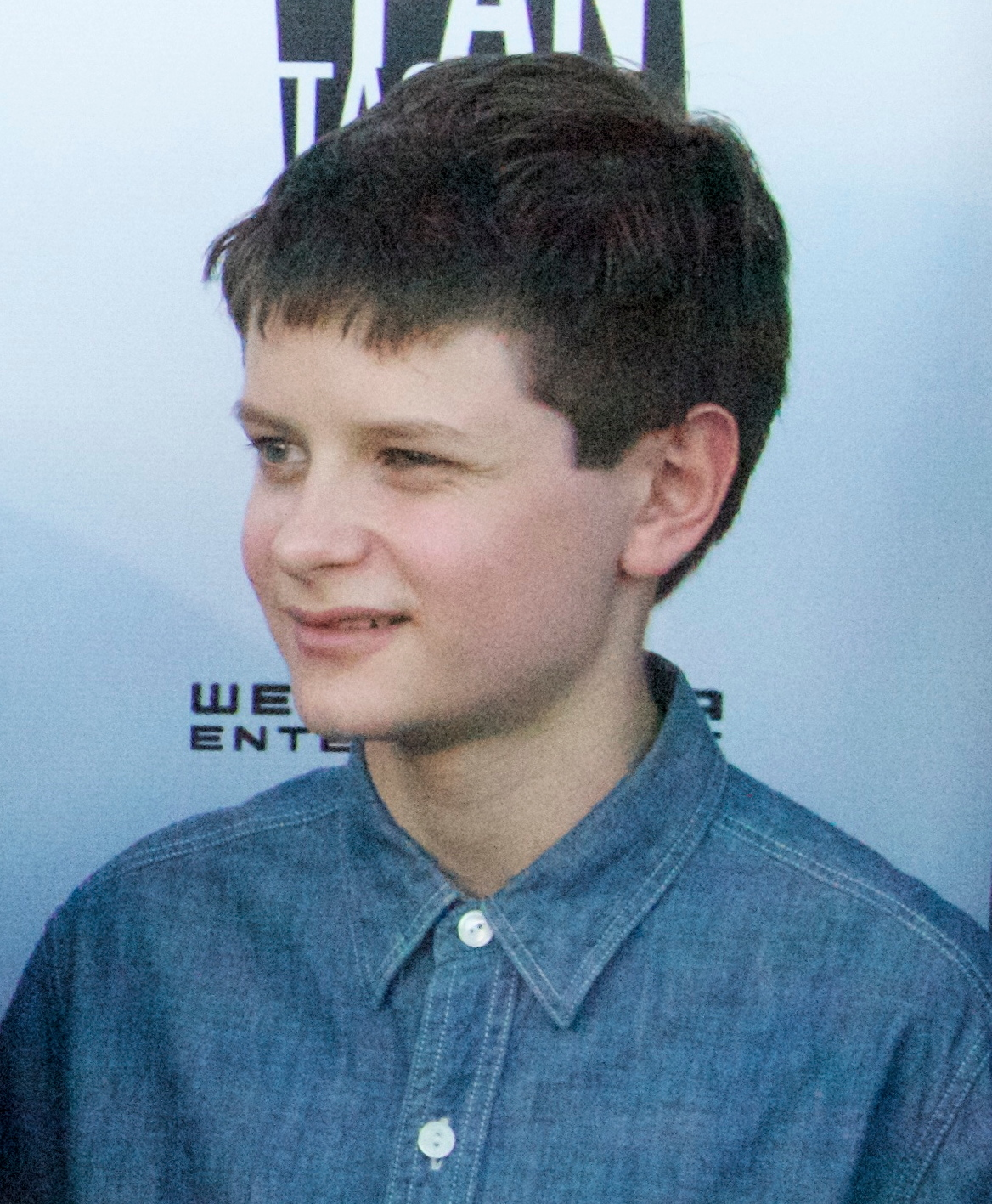
Charlie Tahan interpreta Ben Burke
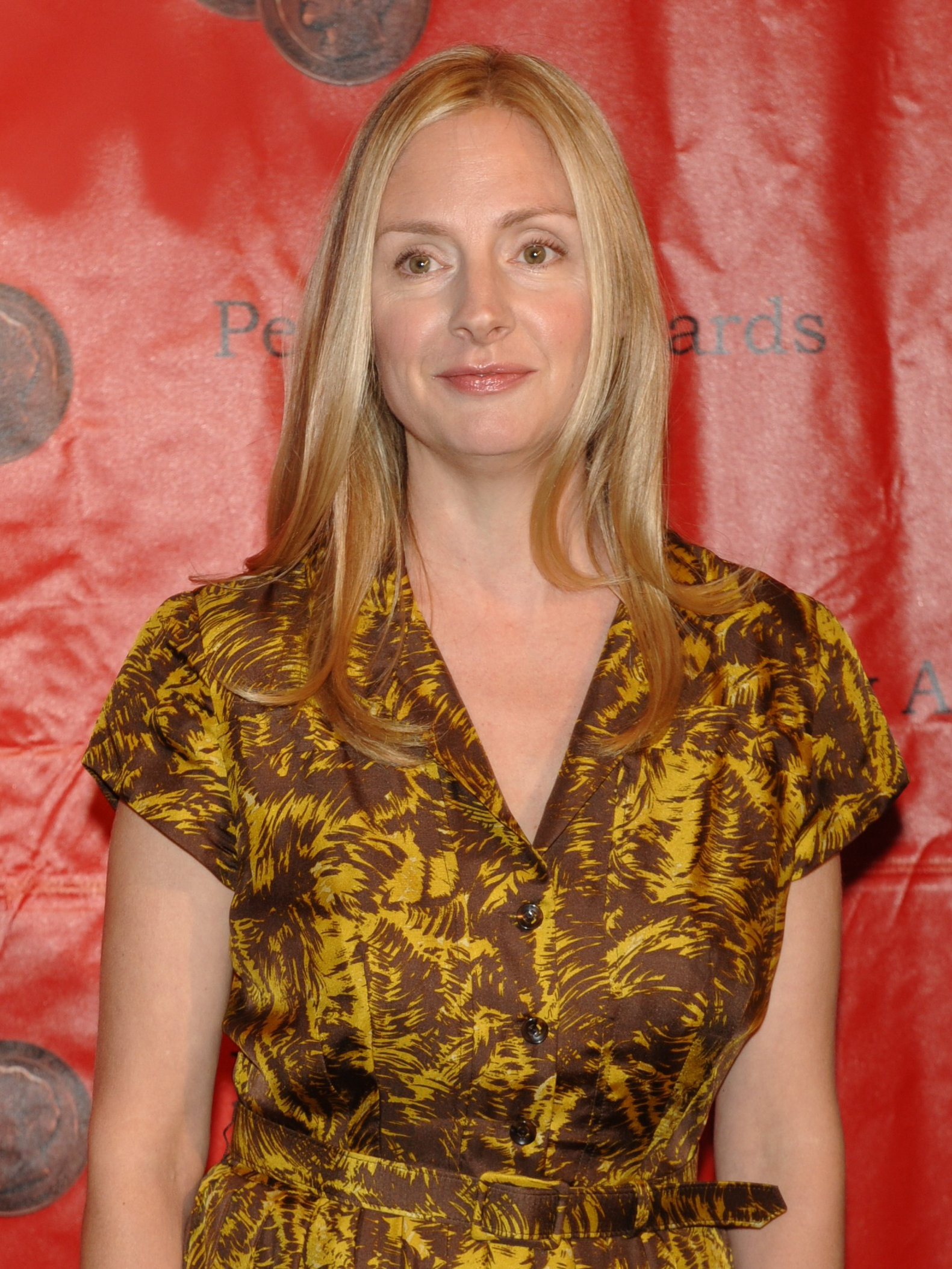
Hope Davis interpreta Megan Fisher
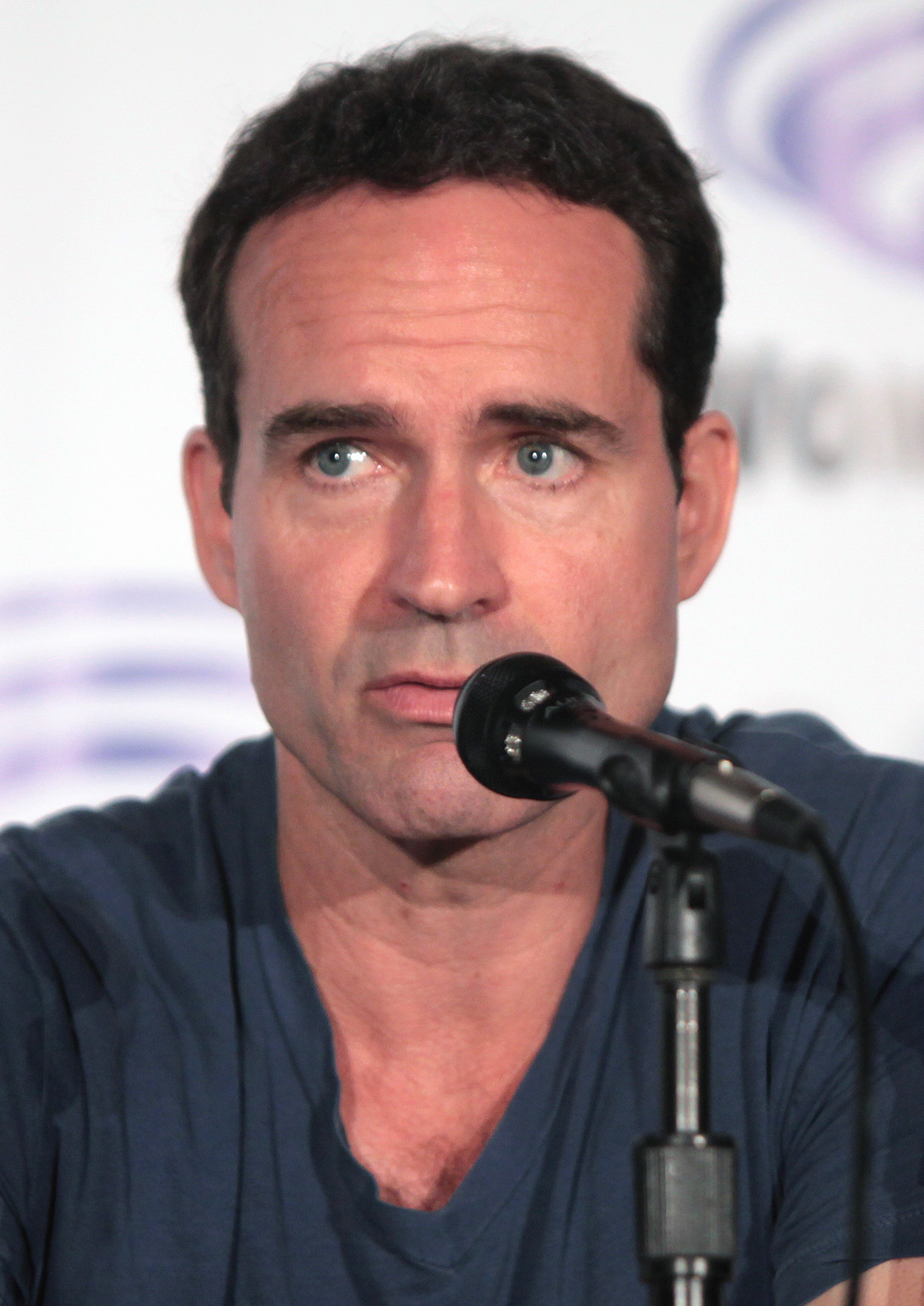
Jason Patric interpreta Theo Yedlin
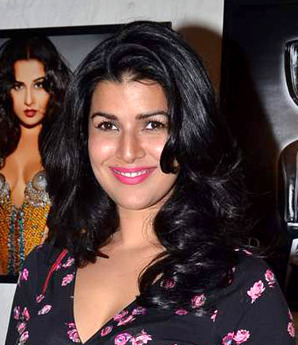
Nimrat Kaur interpreta Rebecca Yedlin
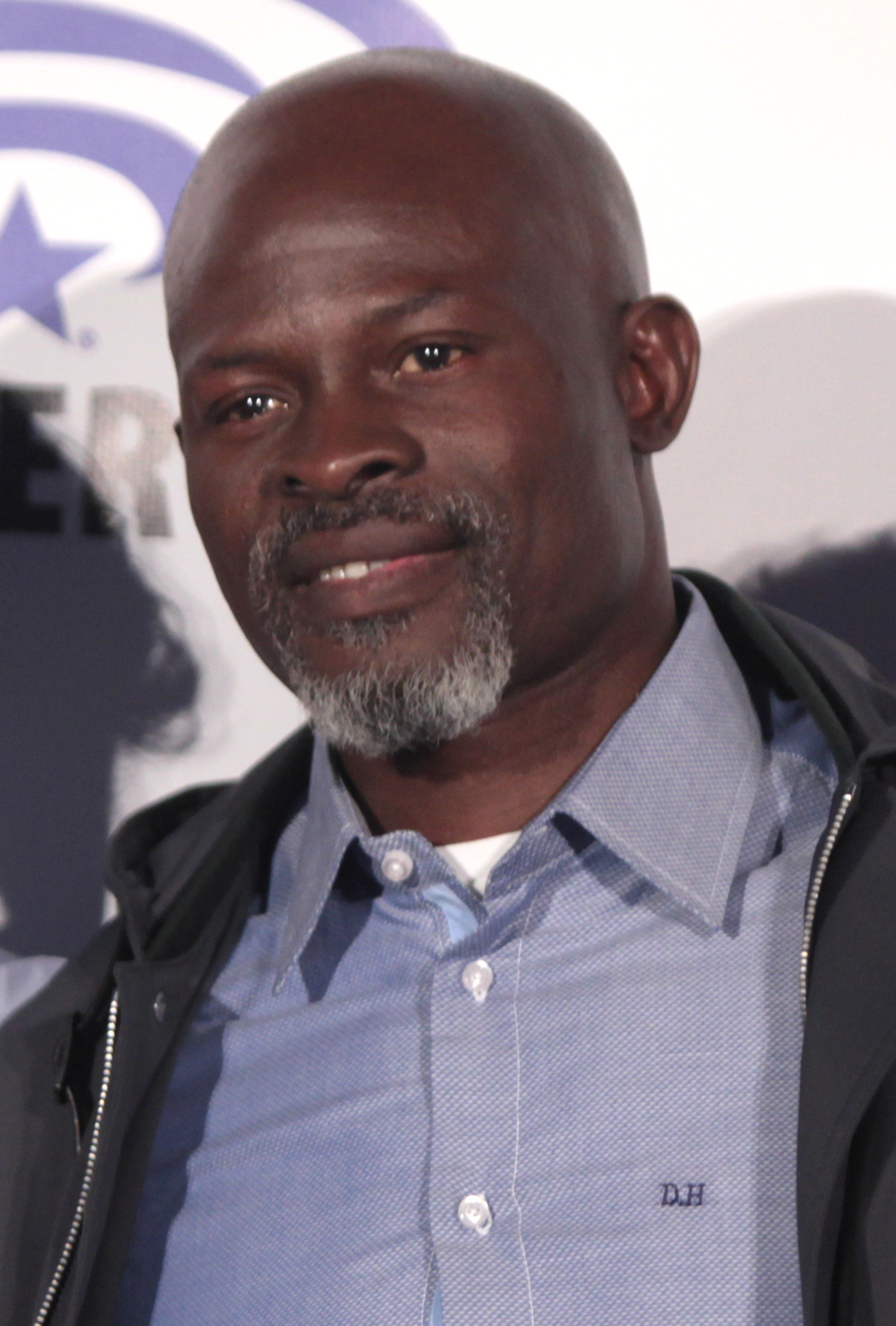
Djimon Hounsou interpreta CJ Mitchum

### Personaggi secondari
- Arlene Moran (stagione 1-2), interpretata da Siobhan Fallon Hogan.
È la segretaria dello sceriffo Pope divenuta in seguito receptionist dell'ospedale della città.
- Brad Fisher (stagione 1), interpretato da Barclay Hope, doppiato da Saverio Indrio.
È il sindaco della cittadina.
- Amy (stagione 1), interpretata da Sarah Jeffery, doppiata da Veronica Benassi.
Compagna di scuola di Ben con il quale svilupperà una relazione sentimentale.
- Peter McCall (stagione 1), interpretato da Justin Kirk, doppiato da Riccardo Scarafoni.
È un agente immobiliare di Wayward Pines.
- Tim Bell (stagione 1), interpretato da Chad Krowchuck.
Addetto alla reception del motel di Wayward Pines.
- Ruby Davis (stagione 1-2), interpretata da Greta Lee.
Cameriera dell'Excellent Bean.
- Elena (stagione 1), interpretata da Krys Marshall.
Una giornalista collaboratrice di Sarah Barlow.
- Big Bill (stagione 1), interpretato da Mike McShane, doppiato da Carlo Valli.
Agente immobiliare.
- Henrietta (stagione 1), interpretata da Teryl Rothery, doppiata da Chiara Salerno.
Contabile che lavorava per Big Bill.
- Franklin Dobbs (stagione 1), interpretato da Ian Tracey.
Orologiaio di Wayward Pines.
- Sean (stagione 2), interpretato da R.J. Fetherstonhaugh.
Soldato della Prima Generazione.
- Mario (stagione 2), interpretato da Christopher Meyer, doppiato da David Chevalier.
Soldato della Prima Generazione.
- Lucy Armstrong (stagione 2), interpretata da Emma Tremblay.
Studentessa della Wayward Pines Academy e membro della Prima Generazione.
- Oscar (stagione 2), interpretato da Amitai Marmorstein.
Medico membro della Prima Generazione.

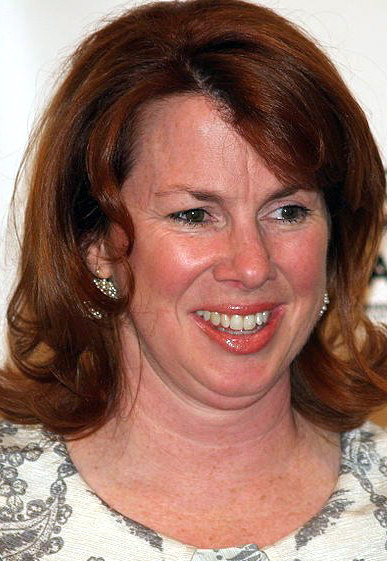
Siobhan Fallon Hogan interpreta Arlene Moran
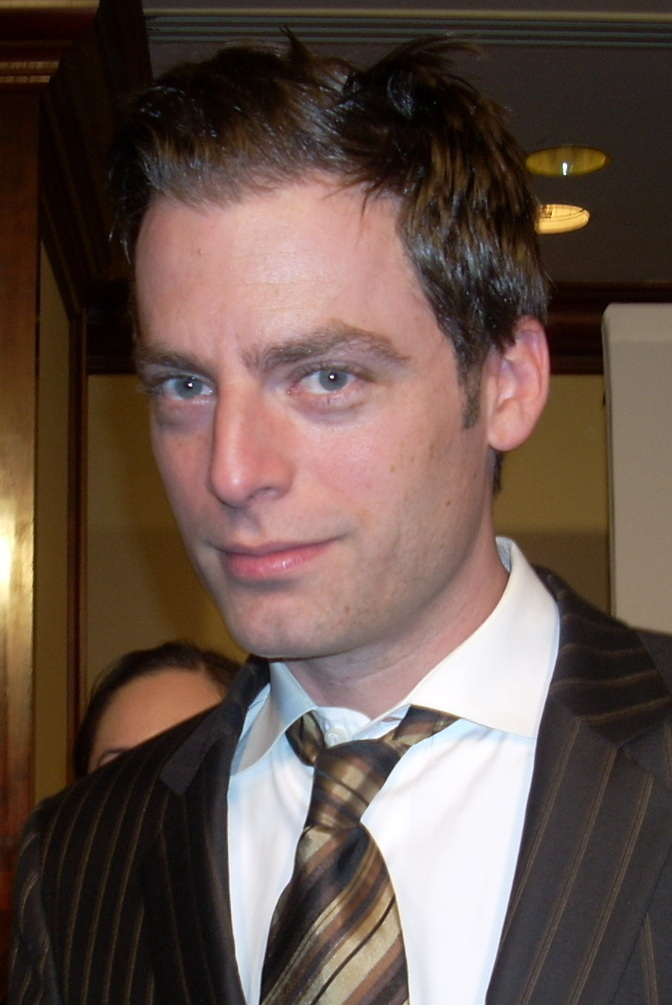
Justin Kirk interpreta Peter McCall

## Produzione

### Concezione
L'adattamento televisivo è ideato e curato da Chad Hodge, il quale spiegò come lo stile narrativo sia basato principalmente sul primo libro della trilogia, I misteri di Wayward Pines (Pines), che aveva avuto occasione di leggere prima ancora che venisse pubblicato. Un produttore, infatti, gli aveva dato una copia in anteprima, che lui rivelò di aver letto in un solo giorno, decidendo subito di trarne ispirazione per una nuova serie televisiva. Dopo aver scritto una prima sceneggiatura, la mostrò a M. Night Shyamalan, autore e regista di film come Signs e Il sesto senso, il quale, secondo quanto affermato da Hodge, accettò di collaborare al progetto rispondendo: «As long as everybody isn't dead, I'm in», ossia "fintanto che non sono tutti morti, ci sto". Shyamalan è co-produttore esecutivo e regista del primo episodio.
La Fox annunciò l'acquisizione dei diritti televisivi nel mese di gennaio 2013, dando il via libera definitivo alla produzione della fiction il 13 maggio 2013. Anche se creativamente non era stata esclusa l'opportunità di produrre una seconda stagione, Hodge aveva spiegato di aver concepito il progetto sin dall'inizio come una miniserie dall'arco narrativo chiuso. Ritenuti soddisfacenti i dati sull'accoglienza di critica e pubblico, l'emittente statunitense ha deciso tuttavia di produrre una seconda stagione, ambientata nello stesso universo narrativo ma con un nuovo cast e un nuovo showrunner: Hodge cede la guida del progetto a Mark Friedman, già ideatore di Believe.

### Cast
Il casting della prima stagione si svolse principalmente tra la primavera e l'estate del 2013. Matt Dillon fu il primo ad essere ingaggiato, nel mese di maggio, per il ruolo del protagonista Ethan Burke, cui seguirono gli ingressi nel cast di Melissa Leo, interprete dell'enigmatica infermiera Pam, e, nel mese di luglio, di Carla Gugino, interprete dell'agente Kate Hewson, Toby Jones, per il ruolo del dottor Jenkins, Terrence Howard, per il ruolo dello sceriffo Pope e Shannyn Sossamon, per il ruolo della moglie di Ethan, Theresa Burke. Nel mese di agosto furono ingaggiati Juliette Lewis, interprete della barista Beverly, Tim Griffin e Charlie Tahan, per i ruoli del capo e del figlio di Ethan Burke, e Lindsey Kraft, per il ruolo ricorrente della sua cognata Darla. Nel mese di novembre 2013, per ruoli ricorrenti, furono ingaggiati anche Hope Davis e Justin Kirk, per i ruoli di Megan Fisher e Peter McCall, residenti di Wayward Pines.

### Riprese
Le riprese della prima stagione, ambienta in una fittizia cittadina dell'Idaho, si svolsero tra i mesi di agosto 2013 e febbraio 2014 nella provincia canadese della Columbia Britannica: gli interni furono girati a Burnaby, mentre gli esterni nei dintorni di Agassiz, a circa cento chilometri da Vancouver.

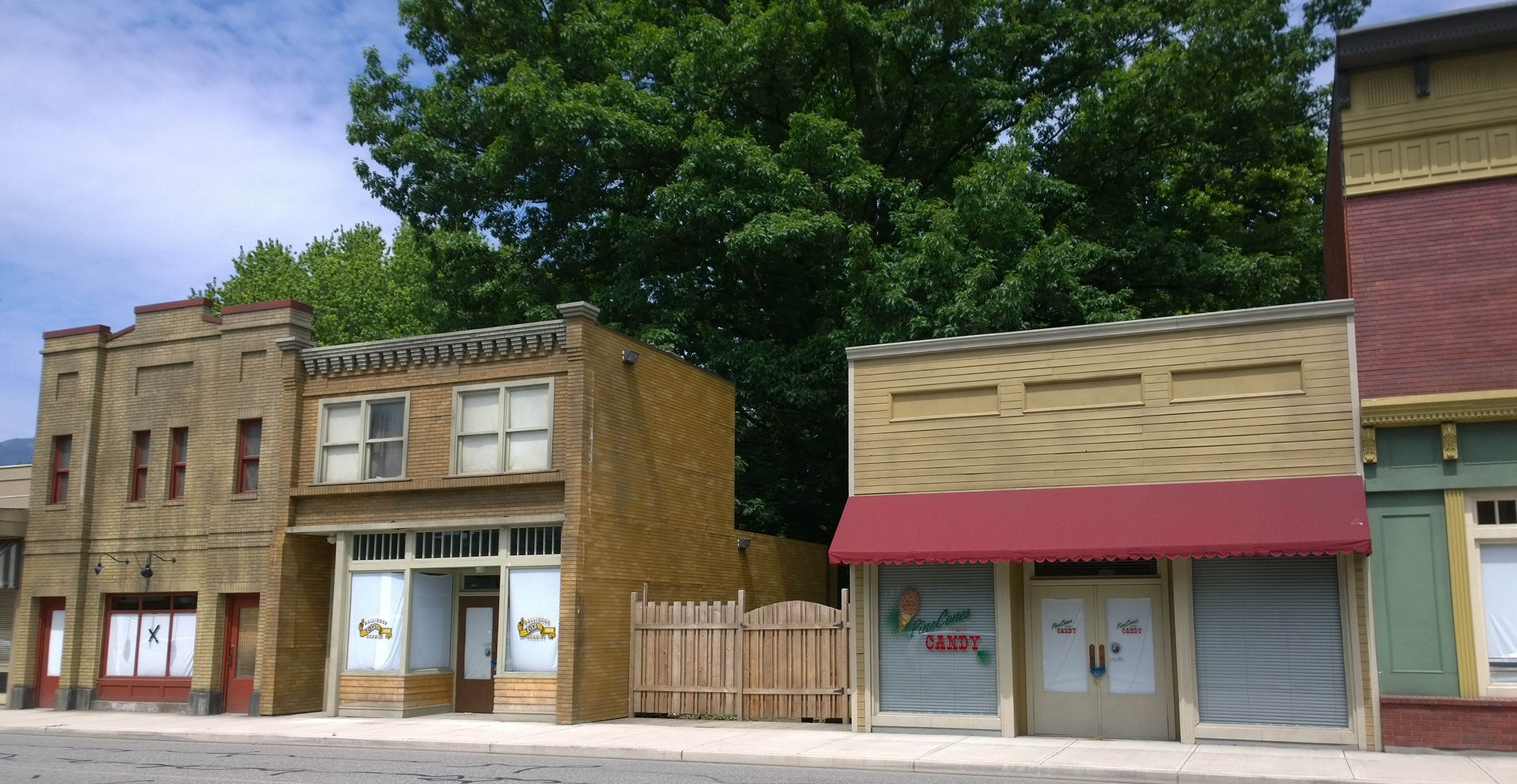
Parte del set ad Agassiz, Canada. Al centro è visibile il negozio di giocattoli Ballinger Toys and Hobbies.
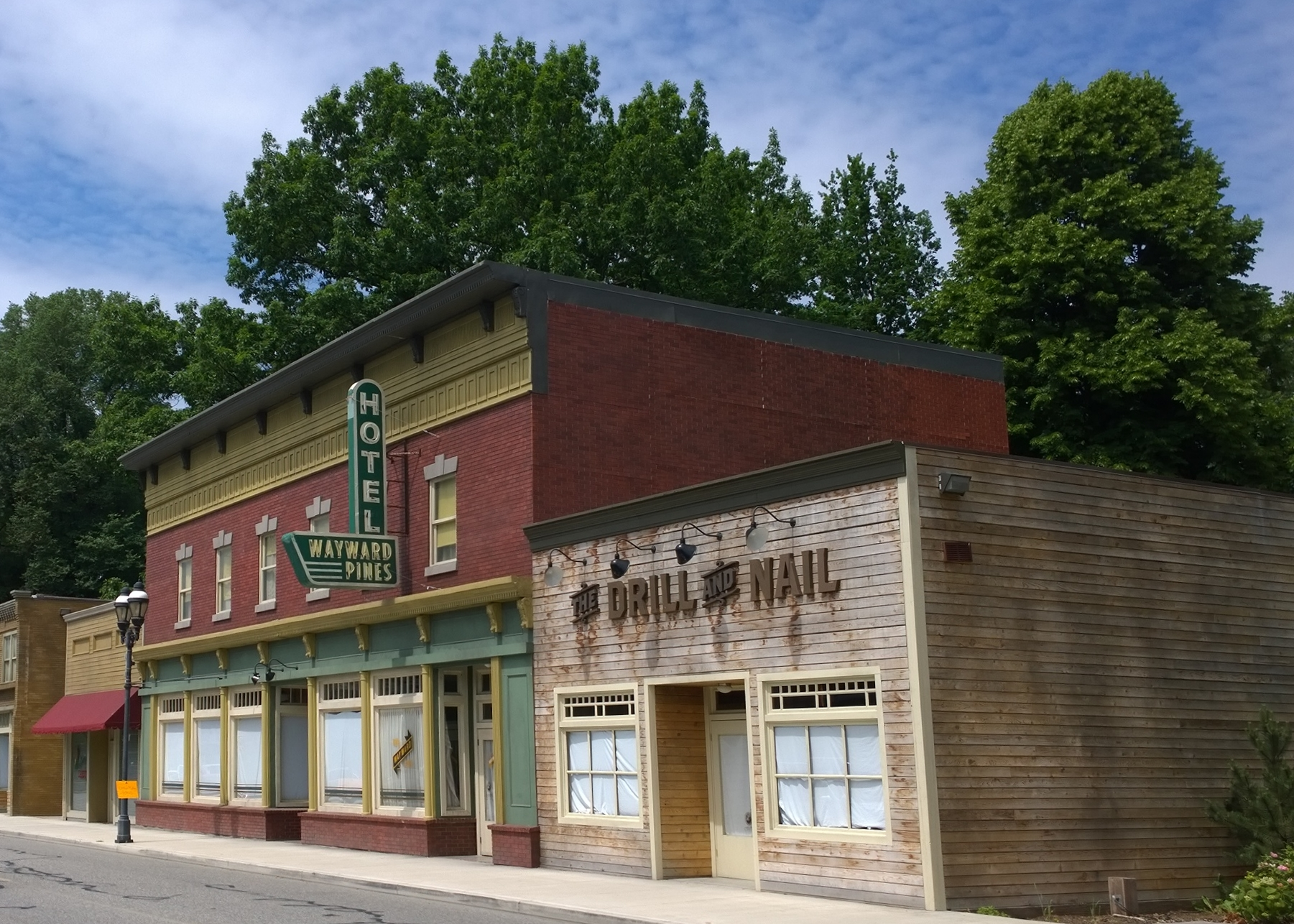
Parte del set ad Agassiz, Canada. A sinistra è visibile il Wayward Pines Hotel.

### Programmazione
La prima stagione di Wayward Pines, presentata come una "serie evento" di dieci parti, è stata programmata dalla Fox in midseason dal 14 maggio 2015. Il debutto televisivo venne preceduto da un'anteprima online durante l'ultima settimana di aprile 2015. Parallelamente alla distribuzione televisiva, online fu distribuita anche una webserie spin-off, Gone: A Wayward Pines Story, prodotta in collaborazione con Microsoft, che sviluppò anche un'app dedicata alla fiction, e composta da dieci webisodi dalla durata tra i due e i tre minuti.
Il 9 dicembre 2015 la Fox, vista la buona accoglienza di pubblico riscossa dalla prima stagione, ha annunciato di continuare l'opera come una normale serie televisiva, ordinando una seconda stagione di dieci episodi, trasmessa dal 25 maggio 2016.

## Accoglienza

### Ascolti
La première televisiva del primo episodio negli Stati Uniti registrò ascolti mediocri, venendo seguita da circa 3.800.000 spettatori, con un rating dell'1% nella fascia 18-49 anni.

### Critica
Wayward Pines venne accolta da recensioni dai giudizi misti. Hank Stuever del Washington Post apprezzò come la prima stagione abbia una struttura narrativa ordinata, con risposte che vengono date abbastanza presto allo spettatore, rendendola un'ideale serie estiva. Secondo Sonia Saraiya di Salon ha uno stile che ricorda i b-movie degli anni 1950, ma risulta essere sofisticata grazie all'ambientazione molto accattivante; per la critica ricorda molto The Twilight Zone, in particolare l'episodio The Monsters Are Due On Maple Street. Elisabeth Vincentelli sul New York Post la valutò con tre stelle su quattro, presentandola come un thriller ben recitato, mentre per Brian Lowry di Variety si tratta di una solida miniserie, tesa e inquietante sin dall'inizio, che non rischia di diventare troppo complicata grazie al numero limitato di episodi. Per Lowry inoltre rievoca la serie degli anni 1960 Il prigioniero, oltre a varie altre da Twin Peaks a  Lost.
Brian Tallarico di RogerEbert.com evidenziò come le prime tre parti abbiano alcune lacune che vengono superate con il prosieguo, quando i personaggi acquisiscono un taglio più profondo, e apprezzò particolarmente le interpretazioni di Justin Kirk e Hope Davis. Per James Poniewozik del TIME la trama ha risvolti a volte ridicoli, pur risultando piacevole e divertente. È invece soporifera, con colpi di scena banali, per Alessandra Sanley del New York Times; bocciatura simile a quella data da Maureen Ryan sull'Huffington Post.
Il sito di recensioni Rotten Tomatoes attribuisce alla prima stagione un indice di gradimento dell'86%, mentre Metacritic un punteggio di 66 su 100 sulla base di 34 recensioni.

## Trasmissione internazionale
La prima stagione venne trasmessa nelle stesse date della messa in onda statunitense in circa 125 paesi, distribuita da Fox International Channels, per quello che fu pubblicizzato come «il più grande lancio mai organizzato per una serie televisiva». Andò infatti in onda dal 14 maggio 2015, a volte anticipando gli Stati Uniti per il fuso orario, in varie parti del mondo, tra cui Australia, Croazia, Francia, Irlanda, Italia, Regno Unito, Serbia, Slovenia e Svezia.

## Differenze con i romanzi
- Nel libro lo sceriffo Arnold Pope ha i capelli lunghi e biondi (e quindi presumibilmente è bianco), mentre nella serie è nero, con capelli corti, ricci e neri.
- Nel libro l'infermiera Pam è una giovane, bella donna, mentre nella serie è una donna un po' più matura, sulla cinquantina, sorella di David Pilcher.
- Nel libro Kate (quando è a Wayward Pines) è una donna sui 48 anni, mentre nella serie è una donna più giovane, dai 30 ai 40.
- Nel libro Ben (il figlio di Ethan e Theresa) al momento della scomparsa del padre ha 7 anni, e quando arriva a Wayward Pines ne ha 12, mentre nella serie ne ha sempre 14.
- Nel libro sono passati 15 mesi dall'incidente di Ethan quando Theresa parla con Hassler sulle dinamiche dell'incidente e il loro successivo arrivo a Wayward Pines, mentre nella serie pochi giorni nel primo caso e poche settimane nel secondo.
- Nel libro il receptionist del Wayward Pines Hotel è una donna, mentre nella serie è un uomo.
- Nel libro Theresa e Ben sono a Wayward Pines già da 5 anni quando arriva Ethan, e hanno già partecipato all'esecuzione pubblica di Bill Evans, mentre nella serie arrivano poche settimane dopo Ethan.
- Nel libro Theresa e Ben hanno incontrato Pilcher (che sarebbe il dottor Jenkins) già prima di arrivare a Wayward Pines, ed è lo stesso uomo ad addormentarli con un gas e contattare poi Pam e Pope per dirgli che "lui è pronto", e questo 15 mesi dopo la sparizione di Ethan (anche se poi arrivano alla cittadina 5 anni prima), mentre nella serie Theresa e Ben arrivano a Wayward Pines in seguito al classico incidente (dopo l'arrivo di Ethan).
- Nel libro Ethan non trova subito la barriera che delimita la città (la troverà infatti solamente dopo l'esecuzione di Beverly), ma è la stessa Beverly a parlargliene, mentre nella serie Ethan la trova al termine del primo episodio.
- Nel libro l'esecuzione pubblica di Beverly avviene subito dopo la fuga dall'ospedale e l'incontro con Ethan nel cimitero, mentre nella serie avviene al termine del secondo episodio, dopo il loro tentativo di fuga. (Nel romanzo, dunque, la caccia avviene subito dopo la fuga dall'ospedale, mentre nella serie sono i coniugi Ballinger a dare inizio alla ricerca dei due e quindi all'esecuzione di Beverly.)
- Nel libro le esecuzioni pubbliche vengono fatte ad opera di tutti i cittadini di Wayward Pines, che possono colpire la malcapitata persona come più preferiscono (con mazze, coltelli, pugni, ecc.), sono tutti vestiti in modo bizzarro (chi con costumi, chi è in bikini, ecc.) e partecipano attivamente alla ricerca dei condannati anche i bambini (loro vestiti come ad una festa di Halloween), mentre nella serie è solamente lo sceriffo che uccide i condannati, semplicemente tagliando loro la gola; la gente che assiste è vestita normalmente.
- Nel libro vengono fatti numerosi riferimenti alla vita passata di Ethan e soprattutto al suo coinvolgimento nella Seconda Guerra del Golfo, mentre nella serie non vengono fatti questi riferimenti, se non alcuni brevi con Theresa, uno con lo psicologo dove questo parla con Ethan delle sue allucinazioni (tale flash-back è assente nel libro) e uno con Kate.
- Nel libro Hassler, capo dell'FBI di Ethan, chiede a Pilcher di essere addormentato e fare parte del progetto. Arrivato a Wayward Pines trascorre un anno con Theresa, con la quale avrà una relazione sentimentale, e Ben (risvegliati cinque anni prima di Ethan). Mandato in spedizione al di fuori della barriera per raccogliere informazioni sugli abbie e cercare altre forme di vita umane, tornerà nella cittadina al momento dell'ingresso delle mostruose creature.
- Nella serie televisiva non viene mai nominata la figlia di David Pilcher, Alyssa, che verrà uccisa dallo stesso creatore di Wayward Pines con l'aiuto di Pam a causa di un presunto tradimento in favore dei Vagabondi (coloro che rimuovono i loro chip di localizzazione per riunirsi in una caverna e parlare delle loro vite precedenti).
- Contrariamente a quanto visto nella serie televisiva, nel romanzo il rapporto tra Pam e l'agente Burke non è mai amichevole. Il braccio destro di Pilcher non sarà mai convinta della lealtà dell'ex agente segreto verso il progetto di Wayward Pines portando i due a scontrarsi in più occasioni.
- Nel libro non viene fatto nessun riferimento alla Prima Generazione, né si racconta mai di cosa succede nella scuola, se non un veloce passaggio in cui si dice che ai ragazzi viene inculcato che Pilcher è il loro dio; nella serie, invece, la Prima Generazione è un pilastro della cittadina.
- La prima stagione termina con la Prima Generazione che, dopo avere costretto all'ibernazione gli adulti di Wayward Pines, prende il controllo della città, ristabilendo il regime voluto da Pilcher con un nuovo nucleo di abitanti. Nel libro gli abitanti di Wayward Pines decidono di mettersi in sospensione criogenica per settantamila anni, nella speranza che al loro risveglio possano trovare un mondo più accogliente rispetto a quello attuale.